# Tomàs Epigramàtic
Tomàs Epigramàtic (en llatí Thomas Epigrammaticus o també Thomas Scholasticus, en grec Θωμᾶς), va ser un poeta grec.
Alguns epigrames d'aquest poeta o escriptor figuren a l'Antologia de Planudes, i en ells s'elogia a Demòstenes, Tucídides i Aristides els tres grans oradors grecs. Alguns erudits pensen que aquest Tomàs és la mateixa persona que Tomàs Magistre del que Planudes n'era contemporani.